# Horace Smith (ingénieur)
Pour les articles homonymes, voir Horace Smith.
Horace Smith né le 28 octobre 1808 à Cheshire (Massachusetts) et mort le 15 janvier 1893 à Norwich (Connecticut), est un ingénieur, armurier et homme d'affaires américain. Lui et son associé Daniel B. Wesson fondent deux entreprises nommées « Smith & Wesson », dont la première finit par être réorganisée pour devenir la Winchester Repeating Arms Company et dont la seconde devient l'entreprise Smith & Wesson actuelle.

## Biographie

### Début de carrière
Horace Smith est employé par le service d'armurerie des USA de 1824 à 1842, date à laquelle il déménage à Newtown (Connecticut). Durant les années 1840, il est employé par divers armuriers puis s'installe à Norwich (Connecticut). Il apparaît alors comme associé de Cranston & Smith. On sait que durant son séjour à Norwich, il se lance dans la manufacture de canons pour la chasse à la baleine et on lui attribue l'invention de l'obus utilisé pour tuer les baleines.

### Volcanic Repeating Arms
En 1852, Horace Smith et Daniel B. Wesson s'associent dans le but de développer le magasin d'armement qui sera fabriqué plus tard sous le nom de "Smith & Wesson". En 1854, ils fondent à Norwich (Connecticut) la compagnie "Smith & Wesson", en association avec l'entrepreneur Cortlandt Palmer, pour développer des armes à feu à magasin et le fusil "Volcanic", le premier fusil à répétition manuelle. Horace Smith développe une nouvelle cartouche Volcanic, dont il dépose le brevet en 1854. La société "Smith & Wesson" est renommée Volcanic Repeating Arms Company en 1855 et largement financée par Oliver Winchester.
En 1856, Horace Smith et Daniel Wesson quittent la société Volcanic Repeating Arms pour fonder une nouvelle société et manufacturer une combinaison revolver-et-cartouche nouvellement conçue. La société Volcanic Repeating Arms est réorganisée une première fois sous le nom de "New Haven Arms Company", puis sous le nom de Winchester Repeating Arms Company.

### Smith & Wesson
En 1857, H. Smith et D. Wesson fondent une nouvelle société Smith & Wesson, cette fois pour produire un pistolet à pièces interchangeables, à double action, à barillet rotatif, cartouches métalliques et barillet foré. Ils développent d'autres armes à feu en utilisant leurs propres brevets en conjonction avec des brevets achetés à d'autres armuriers,
En 1874, Horace Smith vend ses parts dans l'entreprise à Daniel B. Wesson à l'âge de 65 et prend sa retraite.

### Mort et postérité
Horace Smith fut marié trois fois : d'abord, à Eliza Foster; puis, à Eliza Hebbard Jepson; et enfin, à Mary Lucretia Hebbard.
Horace Smith meurt le 15 janvier 1893. Son testament répartit ses avoirs entre des parents et diverses institutions ; il stipule en outre que le solde doit être utilisé à des fins d'utilité publique à la discrétion de ses exécuteurs. Le fonds Horace Smith est établi en 1899 à partir de sa succession pour financer des bourses d'études à destination des diplômés méritants des établissements d'enseignement secondaire du Comté de Hampden.